# Milosrdenství

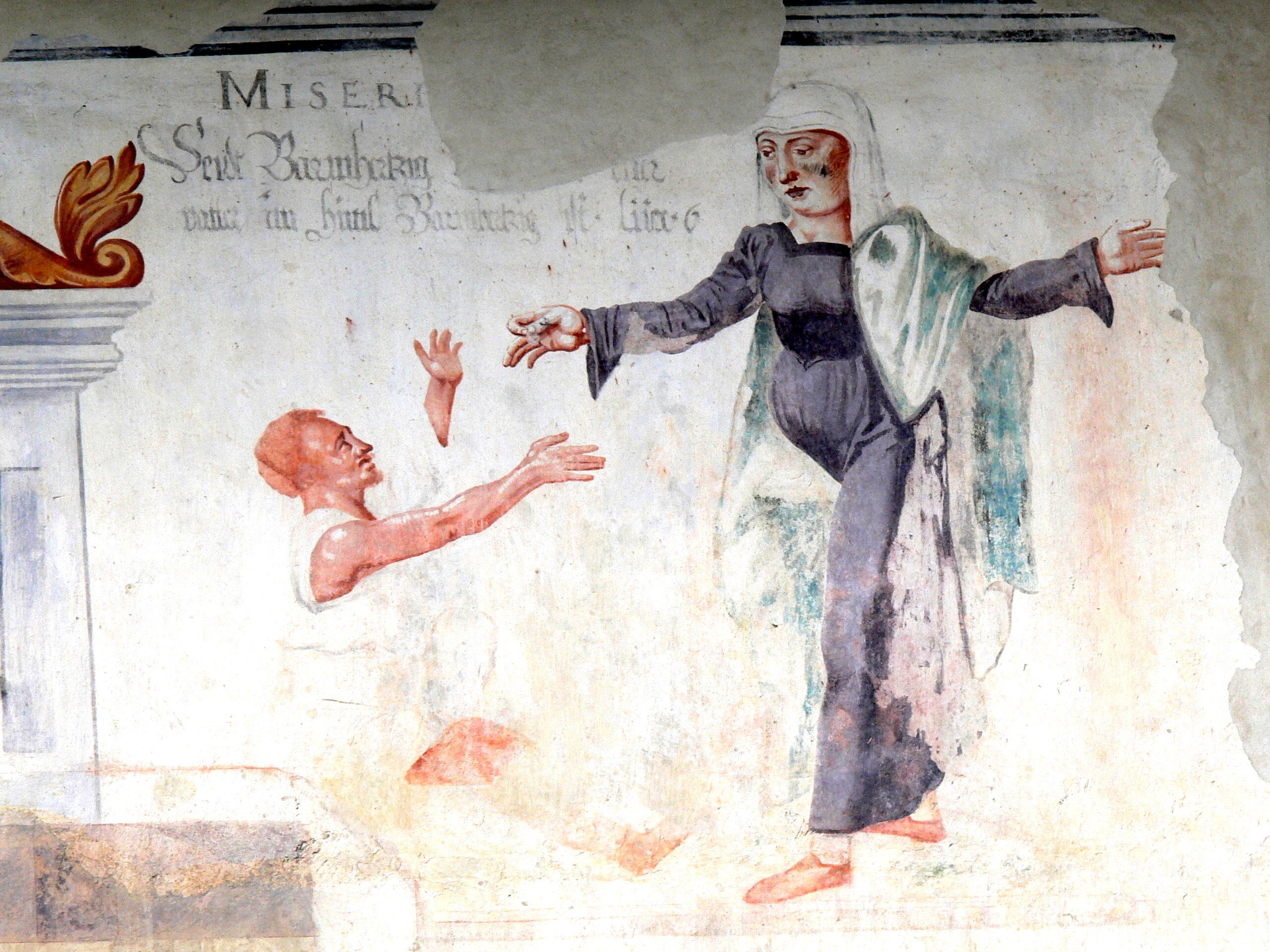
Alegorie na milosrdenství - freska na fasádě zámku v Parzu (Horní Rakousko).

Milosrdenství je účinný soucit s člověkem v nouzi, s někým potřebným či bezmocným, s člověkem zadluženým, nemajícím nárok na příznivé zacházení.

## V Bibli
Jako milosrdenství (lat. misericordia, též smilování, slitování apod.) se v Bibli označují skutky křesťanské lásky k bližnímu, jimiž člověk naplňuje Ježíšovo přikázání: „Buďte milosrdní, jako je milosrdný váš nebeský Otec“ (Lk 6, 36 (Kral, ČEP)). Milosrdnost stojí v Bibli často vedle spravedlnosti jako vlastnost Boží (např. Ex 9, 27 (Kral, ČEP); Nu 14, 18 (Kral, ČEP); Neh 1, 5 (Kral, ČEP); Ž 103, 8 (Kral, ČEP) aj.)

## Ježíš Kristus
Ježíš Kristus cituje na dvou místech v Evangeliu sv. Matouše místo z knihy proroka Ozeáše (Oz 6, 6 (Kral, ČEP)) o potřebě milosrdenství oproti (pro Starý zákon typickým) obětem. Poprvé, když odpovídá na výtku farizeů, proč jí s celníky a hříšníky: "Lékaře nepotřebují zdraví, ale nemocní. Jděte a učte se, co to je (znamená) "Milosrdenství chci, a ne oběti. Nepřišel jsem pozvat spravedlivé, ale hříšníky.“ (Mt 9, 12 (Kral, ČEP)); podruhé ve sporu o význam sobotního dne (sabatu) (Mt 12, 7 (Kral, ČEP)).
V tzv. Kázání na hoře je jedno z požehnání určeno milosrdným: Blaze milosrdným, neboť oni dojdou milosrdenství. (Mt 5, 7 (Kral, ČEP))
Běda vám, zákoníci a farizeové, pokrytci! Odevzdáváte desátky z máty, kopru a kmínu, a nedbáte na to, co je v Zákoně důležitější: právo, milosrdenství a věrnost. Toto bylo třeba činit a to ostatní nezanedbávat. (Mt 23, 23 (Kral, ČEP))

## Křesťanští autoři
Tomáš Akvinský v Summě teologické říká: „Milosrdný je ten, kdo má bědné srdce, kdo je jat smutkem z bídy druhého, jako by to byla jeho vlastní bída. A z toho následuje, že se přičiňuje k zahnání bídy druhého, jako bídy vlastní: a to jest účinek milosrdenství.“
Karl Rahner říká: „Milosrdenství je ochota pomáhat v nouzi.“

### Tělesné milosrdenství
- sytit hladové
- napojit žíznící
- obléci nahé
- dát nocleh pocestným
- navštěvovat nemocné
- navštěvovat vězněné
- pohřbívat mrtvé.

### Duchovní milosrdenství
- poučovat neznalé
- poradit nerozhodným
- utěšovat zarmoucené
- napomínat hříšníky
- odpouštět ubližujícím
- trpělivě snášet křivdy
- modlit se k Bohu za živé i zemřelé.

## Jiní autoři
Podle Nietzscheho je požadavek milosrdenství jedním z pilířů tzv. otrocké morálky a projevem slabosti.

## Ze zahraničních slovníků
- „Milosrdenství je Bohem projevená laskavost a milost k viníkovi.“[2]
- „Milosrdenství je nevynucená a nezasloužená boží laskavost nebo dobrá vůle, milující milost boží projevená na člověku pro záchranu jeho duše.“[3]
- „Milosrdenství je shovívavá a soucitná tendence k odpouštění. Příklad: Boží milosrdenství.“[4]

## Platón
V páté knize svých "Zákonů" vysvětluje Platón poměr mezi "srdnatostí" a "mírností" takto: "Každý muž má být srdný, avšak přitom co nejvíce mírný. Neboť těžkým a nesnadno zhojitelným nebo snad vůbec nezhojitelným bezprávím páchaným od ostatních nelze uniknout jinak než vítězením v boji a obraně a naprostou nepovolností v trestání, avšak bez ušlechtilé srdnosti to žádná duše není schopna dělat. Co pak se týče bezpráví působených od těch, kteří je sice páší, ale tak, že jsou zhojitelná, je třeba nejprve vědět, že každý nespravedlivý člověk není nespravedliv úmyslně; neboť nikdo nikde a nikdy by nechtěl mít u sebe žádné z největší zel úmyslně, a to daleko nejméně v nejcennější části své bytosti. Nejcennější pak částí, jak jsme řekli, je vpravdě všem lidem duše; tedy do té nejcennější části by nikdo nikdy úmyslně nepřijal největší zlo a nechtěl by s ním žít po celý život. Ale člověk nespravedlivý a mající v sobě zla je vším způsobem ubohý; toho, kdo je má zhojitelná, je dovoleno litovat; srdnost je třeba krocením mírnit a ne po ženském způsobu prchlivě se napořád zlobit, avšak vůči člověku veskrze a nepřemluvitelně nezřízenému a zlému se má popouštět uzda hněvu; proto tedy pravíme, že dobrý člověk má být pokaždé srdný a mírný."